# Uzovské Pekľany
Uzovské Pekľany (in tedesco Herdegenshau, in ungherese Úszpeklény) è un comune della Slovacchia facente parte del distretto di Sabinov, nella regione di Prešov.

## Storia
Il villaggio venne fondato da coloni tedeschi nel 1337 con il nome di Herdunghau e Herdegenshorr. Per lungo tempo, nella località venne amministrata la giustizia secondo il diritto germanico. A quell'epoca il villaggio apparteneva ai nobili Tekuló. Nel 1427 passò alla famiglia dei Uszó.